# Seiland
Pour les articles homonymes, voir Kvaløya.
Seiland (du norvégien signifiant : « île des baleines » ; en same du Nord : Sievju) est une île du comté de Finnmark en Norvège. D'une superficie de 559 km2, elle est située dans les kommunes d'Alta et Hammerfest.
Plus de la moitié de la superficie de l'île est constitué par le parc national de Seiland.